# Внутренняя политика
Вну́тренняя поли́тика — область государственной политики, включающая в себя совокупность основных принципов, направлений и конкретных форм деятельности государства, его институтов, органов и организаций, обеспечивающая функционирование, сохранение либо реформирование сложившегося социально-политического и экономического порядка внутри страны.
Внутренняя политика включает в себя все сферы внутренней жизни государства или страны, а именно: бизнес, образование, энергетика, здравоохранение, деятельность правоохранительных органов, финансы и налоги, природные ресурсы, социальное обеспечение, личные права и свободы и так далее.
Особенными направлениями внутренней политики являются совершенствование и реформирование политической системы государства, страны, федеративных отношений, обеспечение безопасности и политической стабильности. Внутренняя политика также предполагает курирование процессов завоевания и удержания власти, при этом по отношению к процессу завоевания власти государство выступает организатором и гарантом демократической процедуры её (власти) формирования.
К средствам внутренней политики относятся регламентация социального поведения, разработка и внедрение законов и нормативов, государственных программ, использование налогов и льгот, регулирование занятости, организация образования, здравоохранения, работы правоохранительных органов и т. д.

## Задачи
Цели и задачи внутренней политики меняются в зависимости от личных и общественных интересов граждан и возможностей государства или страны. Большинство богатых и демократических государств или стран, например, тратят значительные суммы денег на внутренние программы. Многие бедные государства или страны испытывают трудности в выделении ресурсов на такие важные области, как образование и здравоохранение.
Многие внутренние политические дебаты касаются уровня участия государства в решении экономических и социальных вопросов. Традиционно, консерваторы считают, что правительство не должно играть важную роль в регулировании бизнеса и управления экономикой. Большинство консерваторов также считают, что действия правительства не могут решить проблемы бедности и экономического неравенства. Большинство либералов, однако, поддерживают государственные программы, направленные на предоставление экономической безопасности, уменьшение человеческих страданий и сокращение неравенства. Многие либералы считают, что правительство должно регулировать предприятия для обеспечения безопасных и справедливых условий труда, а также ограничить загрязнение окружающей среды.
Особенно спорным среди людей разных культур являются некоторые вопросы внутренней политики, касающиеся религий и личных убеждений. К примеру, к таким вопросам относятся право на аборт, права гомосексуалов, роль религии в общественной жизни и культурное разнообразие в сфере образования и занятости.

## Формирование и реализация
Форма государственного правления в значительной степени определяет, как формируется и исполняется внутренняя политика. В авторитарных государствах правящие группы могут преследовать свои внутренние политические цели без участия или согласия граждан, но в демократическом обществе воля народа имеет гораздо большее влияние. В условиях демократии избранные лидеры, законодательный орган и специализированные государственные учреждения несут ответственность за формирование внутренней политики.
Избиратели определяют, какие лица и политические партии имеют право определять политику. Средства массовой информации распространяют информацию о внутренних проблемах и влияют на убеждения и мнения народа. Лоббисты, группы активистов и другие организации также работают, чтобы влиять на политику с помощью различных методов. Такие методы могут включать денежные пожертвования, обещания поддержки, рекламные кампании или демонстрации и акции протеста.
Эффективность внутренней политики зависит от государственной бюрократии — органов власти, которые исполняют законы и программы. В некоторых случаях бюрократия действует медленно, неэффективно или не в соответствии с поставленными задачами. Внутренняя политика также может столкнуться с трудностями в судах. Во многих государствах или странах судьи имеют право отменить любые законодательные или исполнительные действия, которые они находят нарушающими конституцию страны.

### В России
Конституционное полномочие формулировать, определять основные цели и задачи внутренней политики принадлежит Президенту Российской Федерации. Правительство, в свою очередь, финансово и организационно обеспечивает реализацию этих целей. Представительные органы власти, в частности, Федеральное Собрание России, оказывают законодательную поддержку этой деятельности. Деятельность Президента по формулированию и реализации национальных целей предполагает также информационно-аналитическое, экспертное, административное, кадровое, организационное, контрольное, PR и так далее обеспечение. Ключевую роль в этом обеспечении играет Администрация Президента, в том числе управление внутренней политики, которое как на федеральном, так и на региональном уровне обеспечивает эффективную реализацию президентских стратегий и их соответствие интересам граждан Российской Федерации.